# Scary Stories to Tell in the Dark
Scary Stories to Tell in the Dark är en amerikansk-kanadensisk övernaturlig skräckfilm från 2019, som är baserad på författaren Alvin Schwartz bokserie med samma namn, som gavs ut mellan åren 1981 och 1991. Filmen är regisserad av André Øvredal, med manus av bröderna Dan och Kevin Hageman, från en synopsis skriven av Guillermo del Toro (även producent), tillsammans med Patrick Melton och Marcus Dunstan. De större rollerna i filmen spelas av Zoe Colletti, Michael Garza, Gabriel Rush, Austin Zajur, Natalie Ganzhorn, Austin Abrams, Dean Norris, Gil Bellows, och Lorraine Toussaint.
Scary Stories to Tell in the Dark hade biopremiär i Sverige och USA, den 9 augusti 2019. Filmen fick ett bra mottagande av kritiker, samt lyckades dra in en totalsumma på närmare 105 miljoner dollar. Man planerar även att göra en uppföljare till denna film.

## Handling
Filmens handling utspelar sig i den fiktiva småstaden Mill Valley i Pennsylvania, under år 1968. Där har den mer eller mindre utstötta tonårstjejen Stella Nicholls, tillsammans med sina två enda killkompisar Auggie Hilderbrandt och Chuck Steinberg, bestämt sig för att de ska spela stadens mobbare Tommy Milner ett spratt mitt under Halloweenfirandet. Efter att ha utfört sprattet mot Tommy och hans gäng flyr de tre vännerna, tillsammans med en ung driftare vid namn Ramón Morales, till en drive-in-biograf. De bestämmer sig sedan att tillbringa resten av natten i ett hemsökt ödehus, som tidigare har tillhört en familj med efternamnet Bellows.
I huset hittar de en bok tillhörande familjen Bellows dotter Sarah. Stella tar med sig boken hem, och inser efter ett tag att alltfler "skräckhistorier" blir skrivna av Sarah Bellows, där personen som nämns i boken kommer att gå en mycket plågsam död till mötes. Hon försöker komma på ett sätt att försöka få stopp på Sarah och hennes skrivande, så att denna hemska mardröm kan ta slut.

## Rollista (i urval)
| Zoe Colletti       | – Stella Nicholls              |
| Michael Garza      | – Ramón Morales                |
| Gabriel Rush       | – August "Auggie" Hilderbrandt |
| Austin Abrams      | – Tommy Milner                 |
| Dean Norris        | – Roy Nicholls                 |
| Gil Bellows        | – Polischef Turner             |
| Austin Zajur       | – Charlie "Chuck" Steinberg    |
| Natalie Ganzhorn   | – Ruth "Ruthie" Steinberg      |
| Lorraine Toussaint | – Louise "Lou Lou" Baptiste    |
| Kathleen Pollard   | – Sarah Bellows                |